# Кряквин, Дмитрий Вадимович
Дмитрий Вадимович Кряквин (род. 10 апреля 1984, Ростов-на-Дону) — российский шахматист, гроссмейстер (2009).

Выпускник Ростовского государственного строительного университета.
Вначале занимался игрой в го. Чемпион России среди мальчиков до 10 лет. Затем стал заниматься шахматами. Победитель опен-турниров в Дели и Нови-Саде (2010 год), Берлине (2017), Дитцине (2018). Серебряный призёр Мемориала Дворковича (2014). Победитель турнира по рапиду в Серпухове (2018).
Чемпион Южного, Уральского и Северо-Кавказского федеральных округов. Добился успехов в командных чемпионата России по блицу: стал серебряным призёром в составе команды «Малахит» (2016) и бронзовым призёром в составе команды «Кубань» (2021).
Участник 18-го личного чемпионата Европы (2017) в г. Минске, чемпионатов мира по рапиду и блицу (2019) в г. Москве.
Работает шахматным тренером и журналистом. Среди его учеников Андрей Есипенко, Даниил Юффа, Дмитрий Цой, Арсений Нестеров.
Занял третье место в номинации «Лучший детский тренер России» (2015).
Автор книг и статей по истории шахмат. Например про Всемирные шахматные Олимпиады, про Кубок Европейских чемпионов по шахматам, про командное первенство мира, про командное первенство России по шахматам.
Женат на шахматистке Елене Томиловой, два сына.

## Изменения рейтинга
| Графики недоступны из-за технических проблем. См. информацию на Фабрикаторе и на mediawiki.org. |

## Книги
- Самуил Жуховицкий. Секреты шахматного долгожителя, в соавторстве с С.Ткаченко, Издательство: Федерация шахмат России, Москва, 2018. — 351 стр. ISBN 978-5-906254-51-1
- Александра Горячкина: маленькие шаги в большие шахматы, в соавторстве с Р. Овечкиным, Издательство: Русский шахматный дом, Москва, 2019. — 368 стр. ISBN 978-5-94693-758-0
- Таран Ботвинника. Вечнозелёная классика шахмат, Издательство: Федерация шахмат России, Москва, 2020. — 304 стр. ISBN 978-5-907077-21-8
- Легенда блица. Алексей Выжманавин, Издательство: Федерация шахмат России, Москва, 2022. — 288 стр. ISBN 978-5-907077-60-7